# Hayes (Jamaika)
Hayes ist eine Kleinstadt im Süden Jamaikas. Die Stadt befindet sich im County Middlesex im Parish Clarendon. Im Jahr 2010 hatte Hayes eine Einwohnerzahl von 9839 Menschen. Die Stadt liegt am östlichen Ufer des Rio Minho.

## Geschichte
Hayes wurde nach 1835 von ehemaligen Sklaven als sogenanntes „Free Village“ (Freies Dorf) gegründet. Nachdem am 1. August 1834 im gesamten britischen Kolonialreich die Sklaverei abgeschafft worden war, entstanden vor allem im Landesinneren von Jamaika viele solcher Dörfer. In der Regel wurden große Landstriche von Missionaren verschiedener Kirchen erworben, um diese in kleine Grundstücke aufzuteilen. Diese wurden dann an Mitglieder verkauft, um die jeweilige Gemeinschaft zu festigen.
Im August 2007 richtete der Hurrikan Dean erheblichen Schaden in der Stadt an. Das Gebäude der örtlichen Grundschule wurde komplett zerstört.

## Wirtschaft
In Hayes befindet sich das Jamalco-Bauxite Werk, der größte Bauxit-Produzent von Jamaika. Im Jahre 2011 gab es massive Proteste der Anwohner, da das Werk – den Aussagen der Bewohner von Hayes zufolge – die angrenzenden Seen vergiftet. Die Geschäftsleitung dementierte dies.